# Australoheros tavaresi
Australoheros tavaresi es una especie de pez que integra el género Australoheros de la familia Cichlidae en el orden de los Perciformes. Habita en el centro-este de América del Sur.

## Distribución geográfica
Este pez habita en el centro-este de América del Sur, siendo endémico de Brasil, en la cuenca del alto río Tietê, perteneciente a la cuenca del río Paraná superior, en el estado de São Paulo.

## Taxonomía y características
Australoheros tavaresi fue descrita para la ciencia en el año 2012, por el ictiólogo Felipe P. Ottoni.
Etimología
La etimología de su nombre genérico Australoheros deriva de la palabra latina australis en el sentido de 'sur', y el nombre nominal 'héroe', de la tribu Heroini. El término específico tavaresi es por Felipe Tavares Autran, un estudiante de Laboratorio de Sistemática e Evolução de Peixes teleósteos, de la Universidad Federal de Río de Janeiro (UFRJ), Brasil, durante la década de 1990. Él fue el primero en reconocer esta especie como nueva en su monografía inédita (Autran, 1995) sobre el complejo de especies "Cichlasoma facetum", bajo la orientación de Wilson Costa. Este trabajo, aunque ampliamente conocido entre los ictiólogos brasileños, nunca fue publicado.